# Cadre (danse)
Pour les articles homonymes, voir Cadre.
Le cadre, ou cadre de danse, est un terme de danse utilisé dans certaines danses de couple. En danses de salon, il désigne la tenue du haut du corps des danseurs,. Dans les danses swing et blues, le cadre est la forme du corps et le tonus musculaire maintenant les danseurs et qui permet au guideur de communiquer les passes de danse au suiveur.

## Maintien du haut du corps

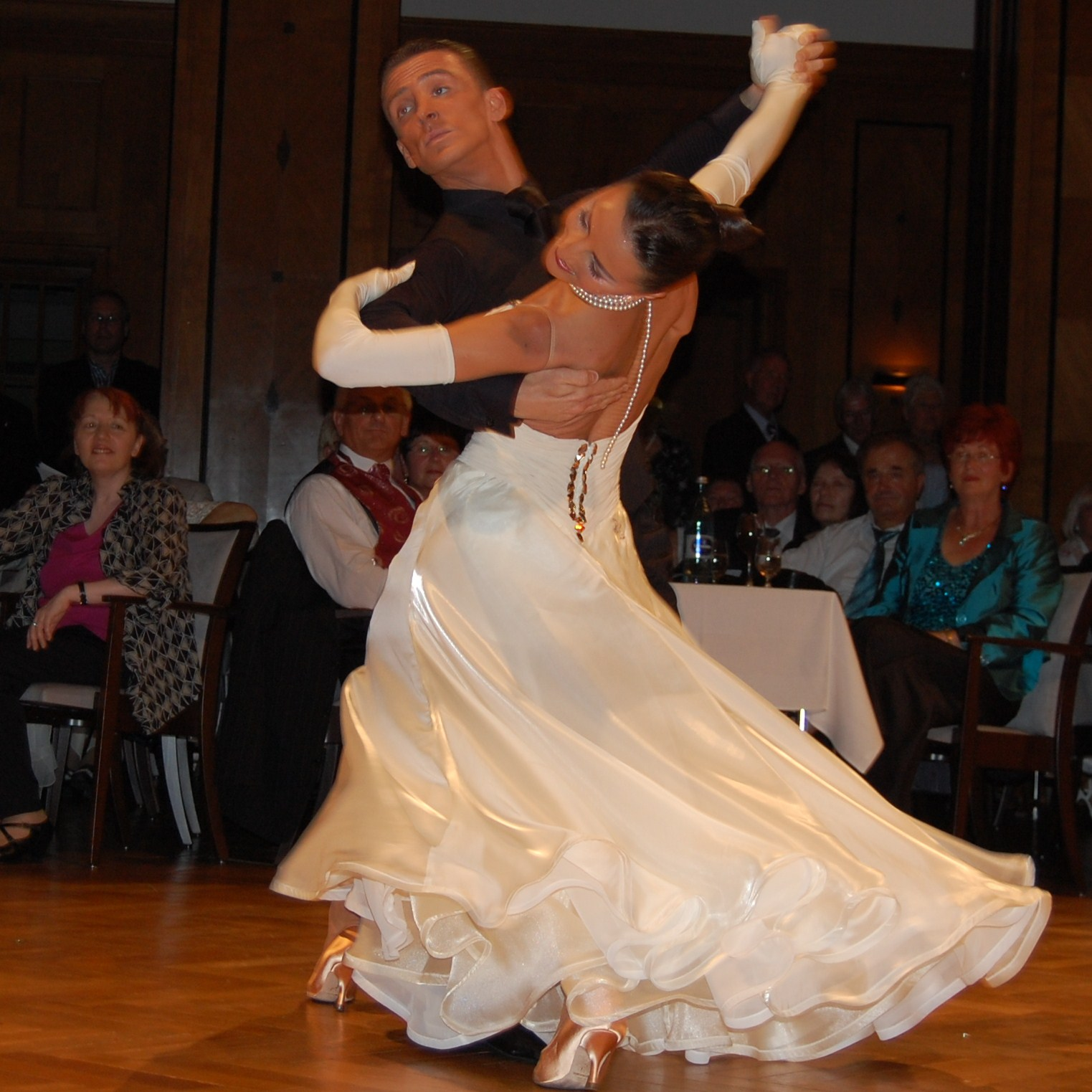
Cadre en valse anglaise, une danse de salon standard.

Dans certaines danses telles que les danses de salon et la salsa, le cadre est la manière dont les danseurs tiennent leurs mains, bras, épaules, cou, tête et la partie supérieure du torse. Un bon cadre aide avec l'équilibre et le déplacement et donne aussi une belle apparence au couple de danse. Le technique correcte dépend de la danse.

### Danses de salon standards
Le cadre est très similaire dans quatre des cinq danses de salon standards, la valse anglaise, la valse viennoise, le slow fox et le quickstep, les danses avec des balancements (en anglais swing). Le cadre de la cinquième, le tango (de salon), est légèrement différent de celui des quatre autres. Dans cette section, les danses avec swing désignent les quatre danses mentionnées ci-dessus, et la danse sans swing désigne le tango.
En général, et idéalement, dans les cinq danses, le guideur commence par écarter ses coudes de chaque côté de son corps de telle sorte que la ligne imaginaire passant par les deux coudes, les épaules et la base du cou soit droite, voire avec les coudes légèrement vers sa partenaire. Les épaules des deux danseurs doivent rester basses et la colonne vertébrale du guideur est verticale jusqu'à la tête. Pour une bonne connexion et un bon cadre, la suiveuse se positionne face à son partenaire, avec les épaules parallèles à celles de celui-ci. Elle se rapproche, légèrement décalée, et prend contact avec son partenaire du côté droit du corps au niveau du bas de l'abdomen et du bassin. Le guideur place sa main droite sur l'omoplate gauche de sa partenaire et lui offre sa main gauche. La suiveuse pose son bras et sa main gauche sur le bras et l'épaule droit de son partenaire et pose sa paume avec la main ouverte. La suiveuse peut utiliser la main dans son dos comme appui, ce qui lui permet de pencher le haut de son corps et sa tête en arrière, comme illustré dans la première image de l'article. La suiveuse pose encore sa main droite dans la main gauche de son partenaire de telle sorte que la ligne des épaules, du bras, du poignet et de la main droite de celle-ci fasse une courbe douce et continue. La tête de la suiveuse est légèrement tournée à droite, à la fois penchée vers l'épaule et selon l'axe vertical, mais toujours dans la prolongation de la colonne vertébrale,.
Dans les quatre danses swing, les partenaires sont parallèles et décalés de quelques centimètres à gauche de leur partenaire (de telle sorte que leurs côtés droits se touchent). Le décalage est tel que la main droite de l'homme peut poser naturellement sur l'omoplate de sa partenaire tout en maintenant son cadre. En tango de salon, les deux partenaires sont plus écartés, ce qui induit quelques différences. Puisque la suiveuse est plus proche du coude droit du guideur, la main de celui-ci ne se pose plus naturellement sur l'omoplate, mais doit se poser vers le milieu du dos de sa partenaire. De plus, la main gauche de la suiveuse ne se pose plus sur l'épaule ou le bras de son partenaire. Elle vient se poser dans le creux du bras près de l'aisselle, cette fois ci avec le dos de la main et non la paume.
Les positions décrites dans les paragraphes précédents correspondent à la situation idéale. En danses de salon standard, la suiveuse devrait idéalement être un peu plus petite que le guideur, et ce même lorsque tous les deux portent leurs chaussures de danses dont les hauteurs de talon diffèrent. Tout couple peut danser ces danses indépendamment des différences de stature des deux partenaires. Le guideur doit pour cela dévier du cadre "idéal" et l'adapter à la taille de sa partenaire. Lorsque les différences de tailles sont faibles, le guideur élève ou baisse ses mains tout en gardant les coudes à l'horizontale. Lorsque la différence est plus modérée, le guideur est forcé de hausser ou de baisser ses coudes pour maintenir sa main droite sur l'omoplate de sa partenaire et sa main gauche au niveau des yeux de celle-ci. Si la différence de taille est trop grande, le couple doit rompre certaines règles, telle que la main sur l'omoplate par exemple, mais doit tout de même s'assurer de maintenir une bonne connexion afin de permettre un guidage correct,.

### Danses de salon latines
Dans les danses latines de style international, la samba, le cha-cha-cha, la rumba, le paso doble et le jive, on distingue la position ouverte de la position fermée.

### Salsa

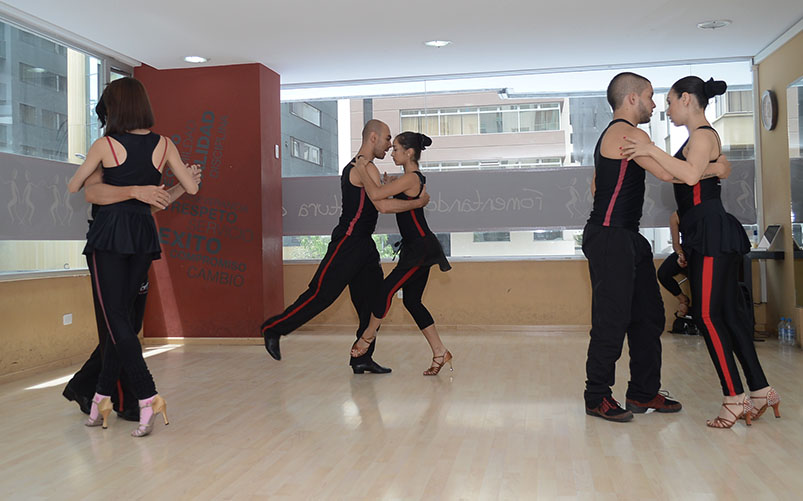
Cadre en salsa.

## Danses swing et blues
Le cadre donne la connexion entre les partenaires de danse, permettant de guider et de suivre. Un cadre est une combinaison structurelle stable des deux corps maintenue au travers des bras et/ou jambes et permet au guideur de transmette les mouvements de son corps au suiveur, et pour le suiveur de proposer des idées au guideur.[citation nécessaire]
En west coast swing par exemple, le cadre est essentiel pour maintenir la connexion entre les partenaires et pour aider à l'improvisation.